# 黃國章事件
黃國章落海事件，是指1995年6月9日中華民國海軍陽字號驅逐艦南陽艦二兵黃國章離奇落海死亡的經過。此事件使社會關注中華民國國軍沉疴已久的軍中凌虐問題，成為改善國軍軍中人權的指標性事件。

## 經過

### 事發
1995年6月9日，停泊於海軍左營基地的海軍南陽軍艦準備出港執行偵察巡邏勤務，於該艦服役的二兵黃國章撥電話回花蓮縣老家，向母親陳碧娥求救「軍艦離港後會有人對我不利」，陳碧娥無力理會。當日半夜，軍方致電黃家表示「你的兒子落海失蹤，是因為受不了軍中壓力而跳海自殺」。黃國章落海失蹤後，陳碧娥及親朋好友陸續收到黃國章的來信，指出「家人不幫助我，我只有三條路可走：一是殺人，二是逃兵，三是死」、「你們放心：如果來世還有緣，來世也會還，直到還清為止」。
黃國章落海失蹤後的第六天，遺體被福建籍漁船發現打撈上岸；由於當地公安機關不同意將遺體送回台灣，陳碧娥只得在當地進行火化。返台後，陳碧娥帶著四張名片大小的照片向監察院陳情，監察委員趙昌平要求將照片放大，結果發現黃國章頭部插有鋼針及一個三角形銳器。此一發現引起舉國譁然，中華民國國防部亦備感壓力，然始終未能尋獲證明黃國章遭殺害棄屍的證據；最終海軍總司令部於1997年7月22日宣布全案不起訴，僅有時任艦長馮逸成上校 （页面存档备份，存于）遭監察院彈劾。

### 起訴判決
2015年8月2日，臺灣高雄地方法院檢察署認為時任南陽艦艦長馮逸成未積極搜救，因此依「業務過失致死罪」嫌起訴馮逸成。2016年6月23日，臺灣高雄地方法院表示，被告馮逸成涉犯《刑法》第276條第2項「業務過失致死罪」嫌，依當時法律規定，追訴權時效期間為10年。本案事實於1995年（民國84年）發生，於2005年（民國94年）間追訴時效已完成，全案審結，逾追訴10年時效判決不受理。

## 影響
黃國章落海死亡後，陳碧娥決定成立「軍中人權促進會」。一個非正式的組織，沒有辦公室，靠著些許的經濟援助以及朋友的幫忙奮鬥了六年，陳碧娥不斷地奔走、不斷地陳情，除了幫助人權受迫害的軍人及家屬外，亦為軍人的權利與保障請命，成為中華民國國防部高層眼中的「頭疼人物」。1999年桃園空軍基地彈藥竊案，三名無辜士官兵因受不了刑求之苦，被迫做出虛假自白；陳碧娥為拯救這些遭誣陷的軍人四處陳情，也曾到立法院前靜坐抗議一個禮拜，雖然過程屢遭軍方及某些民意代表干預及阻撓，但最終法律及證據還給這三名士官兵清白，這也是有史以來第一個由民間團體發起而偵破的軍中冤案。